# Stevan Raičković
Œuvres principales
- Kamena uspavanka (1963)
- Slučajni memoari (1978)
- Fascikla 1999/2000 (2004)

Compléments
- Ancien étudiant de l'université de Belgrade
- Membre de l'Académie serbe des sciences et des arts

Stevan Raičković (en serbe cyrillique : Стеван Раичковић ; né le 5 juillet 1928 à Neresnica et mort le 6 mai 2007 à Belgrade) est un poète, un écrivain et un traducteur serbe. Il a été membre de l'Académie serbe des sciences et des arts.

## Biographie
Né à Neresnica près de Kučevo, Stevan Raičković effectue ses études élémentaires à Bela Crkva et à Senta. Quand la Seconde Guerre mondiale éclate, il est élève au lycée de Subotica ; sa famille se réfugie alors à Podgorica puis à Kruševac et Smederevo.

Après la guerre, il revient à Subotica et écrit son premier poème en 1945. Il obtient son baccalauréat en 1947 et travaille un temps au journal Slobodna Vojvodina (La Voïvodine libre, aujourd'hui Dnevnik) puis il s'installe à Belgrade et s'inscrit au Département de littérature yougoslave de la Faculté de philosophie de l'université de la capitale.
En 1949, Stevan Raičković commence à publier des poèmes dans les journaux et les revues de Belgrade. La même année, il est employé comme conseiller de la rédaction littéraire de Radio Belgrade et, en 1950, il publie son premier recueil de poèmes. De 1959 à 1980, il travaille comme rédacteur en chef de la maison d'édition Prosveta.
En 1972, il est élu membre correspondant de l'Académie serbe des sciences et des arts et, en 1981, membre titulaire de cette académie.
Il a traduit des poètes russes comme Anna Akhmatova, Marina Tsvetaïeva et Joseph Brodsky et a réalisé une anthologie des poèmes de Boris Pasternak. Il a également traduit les Sonnets de William Shakespeare et dix sonnets d'amour de Pétrarque.

## Œuvres
Poésie
- Detinjstva (Enfances), 1950.

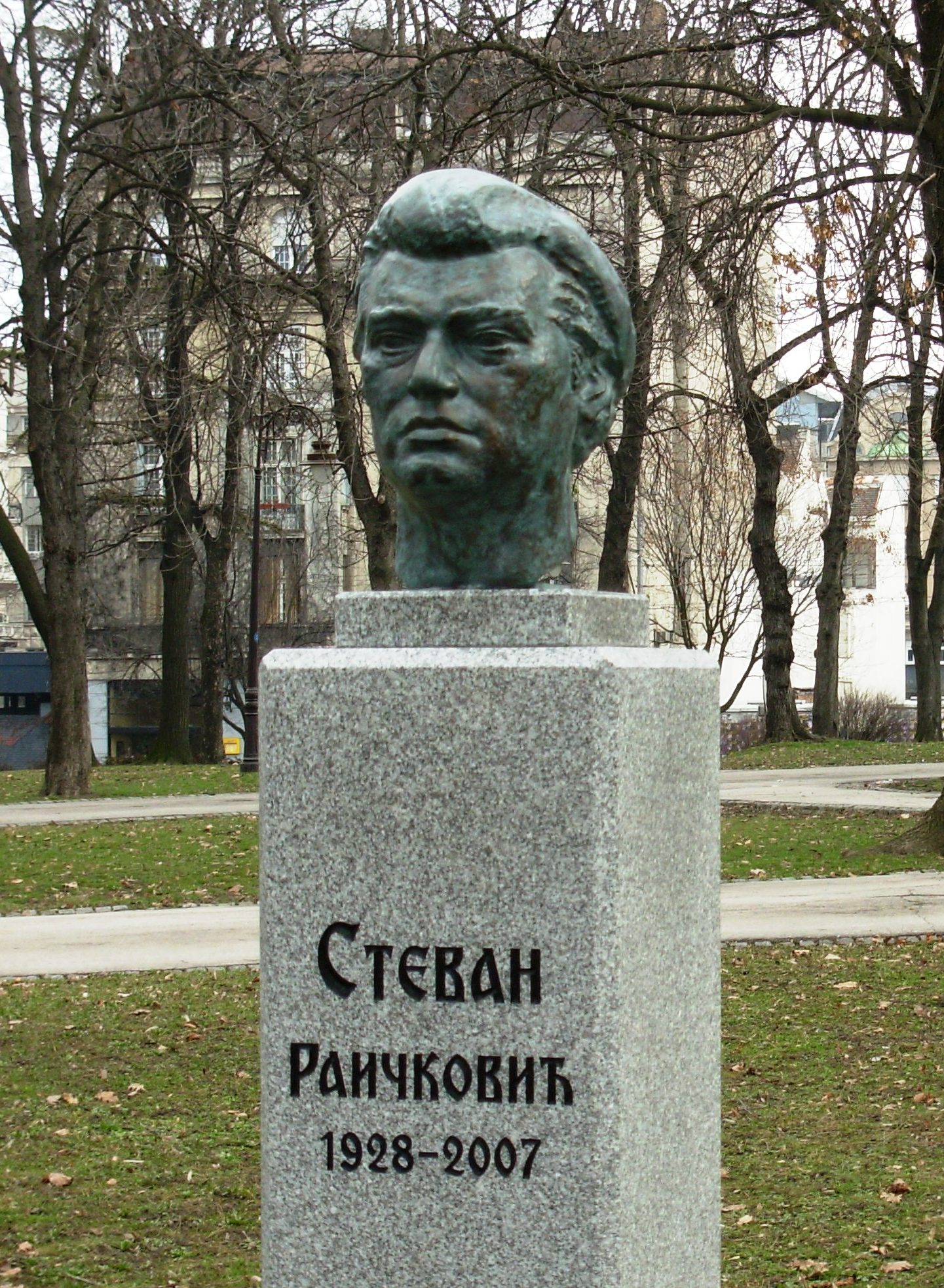
Buste de Stevan Raičković dans le parc de Kalemegdan à Belgrade

- Pesma tišine (Chant du silence), Prosveta, Belgrade, 1952 (ASIN B00AIOPWHO) et  (ISBN 978-8617065681).
- Balada o predvečerju (Balade du crépuscule), 1955  (ISBN 978-8617065735).
- Kasno leto (Fin d'été), 1958 (ASIN B004HB5ZBC).
- Tisa (If), 1961).
- Kamena uspavanka (Berceuse de pierre), 1963  (ISBN 978-8617065780 et 978-8617050151).
- Stihovi (Rimes), 1964.
- Prolazi rekom lađa, 1967.
- Varke, 1967.
- Zapisi (Archives), 1971.
- Zapisi o crnom Vladimiru (Les Archives de Vladimir le noir), 1971  (ISBN 978-8675901754).
- Slučajni memoari (Mémoires aléatoires), 1978 (ASIN B00AIO97GQ).
- Točak za mučenje (Le Supplice de la roue), 1981 (ASIN B00AIO95O0).
- Panonske ptice (Les Oiseaux de Pannonie), 1988.
- Monolog na Topoli (Le Monologue de Topola), 1988.
- Svet oko mene (Le Monde autour de moi), 1988.
- Stihovi iz dnevnika (Rimes extraites du journal), Matica srpska, Novi Sad, 1990  (ISBN 978-8636301630 et 978-8617066138).
- Fascikla 1999/2000, 2004.

Prose poétique
- Čarolija o Herceg-Novom (La Magie d'Herceg Novi), 1989.
- Suvišna pesma, SKZ, 1991  (ISBN 978-8637902539).
- Kineska priča (Histoire chinoise), BIGZ, Belgrade, 1995 (ASIN B004HAWXDG).

Prose
- Intimne mape (Dossiers intimes), 1978 (ASIN B00AIOI2H6).
- Zlatna greda (Le Rayon d'or), 1993  (ISBN 978-8617065889).

Essais et mémoires
- Beleške o poeziji (Remarques sur la poésie), 1978.
- Portreti pesnika (Portraits de poètes), 1987  (ISBN 978-8617065933).
- Dnevnik o poeziji (Journal de poésie), Narodna knjiga, Belgrade, 1990  (ISBN 978-8633102360).
- Dnevnik o poeziji II (Journal de poésie II), 1997.
- Nulti ciklus, 1998.
- U društvu pesnika (En compagnie des poètes), 2000.
- Slova i besede (Les Lettres et les Mots), Nolit, Belgrade, 2000 (ASIN B00HIFV1TY).
- Linija magle (La Ligne de brouillard), 2001.
- Monolog o poeziji (Monologue sur la poésie), 2001.

Livres d'enfance et de jeunesse
- Veliko dvorište (La grande Cour), 1955  (ISBN 978-8617165541).
- Družina pod suncem (Communion sous le soleil), 1960.
- Gurije, Prosveta, Belgrade, 1962 (ASIN B007P2LUGE et B00AIP0HN2).
- Krajcara i druge pesme (Krajcara et autres poèmes), 1971.
- Vetrenjača (Le Moulin à vent), 1974.
- Male bajke (Petits Contes de fée), 1974  (ISBN 978-8617165541 et 978-8637910206).
- Slike i prilike, 1978.

Traductions
- Šekspirovi soneti (Les Sonnets de Shakespeare), 1964.
- Šest ruskih pesnika (Six Poètes russes), 1970.
- Deset ljubavnih soneta Frančeska Petrarke posvećenih Lauri (Dix Sonnets d'amour de Francesco Pétrarque dédiés à Laure), 1974.
- Slovenske rime (Rimes slovènes), Rad, Belgrade, 1976 (ASIN B007HJTULW).
- Zlatna jesen – izbor iz poezije Borisa Pasternaka (L'Automne d'or - poèmes choisis de Boris Pasternak), 1990.

Autobiographie
- Jedan mogući život (Homo poeticus), Narodna knjiga, Belgrade, 2002  (ISBN 978-8633103312).

## Récompenses
- Prix de l'Association des écrivains de Serbie, 1956.
- Prix d'octobre de la ville de Belgrade, 1958.
- Prix Neven, 1960.
- Prix du 7 juillet, 1963.
- Prix Zmaj, 1963.
- Prix Miloš N. Đurić, 1976.
- Prix des Jeux d'enfant de Zmaj, 1977.
- Prix Branko Miljković, 1978.
- Prix Dis, 1979.
- Prix Njegoš, 1993.
- Prix Vuk.
- Prix Desanka Maksimović, 1995[3].
- Prix Vasko Popa.
- Prix Dušan Vasiljev.
- Prix Žička hrisovulja.
- Prix Meša Selimović, 2004.